# Le Fel
 Le Fel  là một xã ở tỉnh Aveyron, thuộc vùng Occitanie ở miền nam nước Pháp.